# Francuska škola Zagreb
Francuska škola u Zagrebu je neprofitabilna školska ustanova konvencionirana od strane AEFE (Agencija za francusku nastavu u inozemstvu), koja je u partnerstvu s Njemačkom školom osnovala EuroCampus - Zagreb 1. rujna 2005. godine. Obje škole su se pod ovim nazivom obvezale na pedagošku suradnju koja uključuje ponudu jezičnih i nejezičnih aktivnosti za učenike obiju škola. 
Škola je osnovana 1996. godine s ciljem da omogućuje djeci svih zemalja pohađanje nastave na francuskom jeziku u skladu s pravilima Francuskog Ministarstva prosvjete pod voditeljstvom francuskih diplomiranih učitelja. 
Škola garantira obiteljima koje žive van Francuske kontinuitet u školovanju po francuskom sistemu i istovremeno otkrivanje nove sredine, kao što nudi i djeci hrvatskih obitelji upoznavanje s francuskom kulturom.

## Vanjske poveznice
- Službene web stranice
- EuroCampus Zagreb
- Službene web stranice Njemačke internacionalne škole u Zagrebu